# Alviano
Alviano – miejscowość i gmina we Włoszech, w regionie Umbria, w prowincji Terni.
W roku 2004 gminę zamieszkiwało 1508 osób (65,6 os./km²).